# 町代
町代（ちょうだい）は、江戸時代の町役人のこと。「まちだい」と呼ぶこともあった。

## 京都
京都の町代は京都のうち上京に12、下京に8あった「町組」と称される組（地域）単位に1名、その下に1-2名の下町代が付属され、組内にある各町の町名主以下の町役人を統率した。
天正年間に6家あったが、寛文6-8年（1666年 - 1668年）に4家が加わり、松原・安藤・梅村・山内・小早川（後に早川）・田内・石垣・奥田・山中・古久保の計10家となる。延宝3年（1675年）に中井（後に竹内）、元文2年（1737年）に早川の2家が加わって12家となり、慶応年間まで世襲制が続く。
人数は、寛永年間（1624年 - 1643年）には上京9名、下京3名。のち下京6名となり、元禄期（1688年 - 1703年）以後は上京7名・下京6名、兼任者がいたため計12名となった。その後、町組の分割整理によって増加し、18世紀初頭には上京には8人、下京に9人（寺内の4人を含む）のあわせて17人となった。
元は町役人の元締役として京都市民の代表的な地位にある存在であったが、寛永11年（1634年）の徳川家光上洛などを境に幕府の末端役人的性格を強め、京都町奉行の事務業務の代行を委任されることが多くなり、町奉行の下部組織として認識されるようになり、給与も一旦町組から奉行所に納め、奉行所から町代に支給されるように変わっていった。
京都町奉行の成立に先立つ寛文8年12月5日に作成された「町代役之覚」という17ヶ条の町代と町奉行間で交わされた文書によると、町奉行から出された法令・触書の伝達、町から出された様々な請願・届出の提出、京都市民を代表して江戸城の将軍への年頭拝礼、町人役（町々への賦課）の徴収、火災・闕所・見廻などの出役などがあり、訴訟事務などのために公事・訴訟が行われる日には交替で1名が奉行所内の町代部屋に出仕して事務処理の補佐を行った。
町奉行所内に設けられた町代部屋（春日部屋とも呼ばれた）には雑用・筆者のために数名の小番（定員6名）と筆耕が配属され、交替で番を務めた。これらの役職は有力な町名主から選ばれて代々世襲されるのが原則であり、町代の給料にあたる役銀及び町代部屋の維持費用は町々の負担とされた。また、堀川通夷川上ル東側に町代惣会所があった。この惣会所は元禄期に設置され、上・下京の町代・小番などが常駐し庶務にあたった。
享保年間には更に職務が拡大され、寺社の管理や町役人の交替及び家屋敷の売買に関する吟味、祭事の際の警備、罪人の捕縛・吟味への参加なども担当した。更に京都の町は江戸幕府以前からの様々な法令・慣習などが定められており、奉行所の与力・同心がこれらを把握することが困難となっていたために、彼らからの諮問を受けた町代が先例などに基づいて回答を行うことも町代の重要な職務となるなど、奉行所の職務・運営を円滑化に必要な事務業務の代行が町代に委任されるようになって、町奉行の組織維持のための一端を担うようになっていった。
だが、本来は京都市民の代表であった町人身分の町代が次第に町奉行所において地位を固めるようになると、京都の司法・行政に大きな影響力を与えた公家や寺社などとも関係を結んでいくようになってきた。寛文年間頃からは、世襲制が確立し、苗字も名乗るようになった。
こうした風潮に対して身分制度を維持しようとする町奉行側、支配側の代理人と化した町代への反感と嫉妬を抱く市民側の双方から、町代が圧迫を受けるようになる。また、世襲によって町代としての能力の無い人物が町代になる例も発生した。文化14年（1817年）4月から翌文政元年（1818年）10月にかけて町組による町代改義一件と呼ばれる訴訟が起こされて町奉行側が町組側を支持したことにより、町代は大きな打撃を受けることになった。この町代改義一件の敗訴で町代は詫び状を入れ、触の伝達は町代本人が1町限り行う、町年寄交代に町代へ一札を出さない、家屋敷売買の際の町代の加判奥印と吟味料を廃止、町組諸入用の勘定は年寄が立会う等と決められた。また、町組は町代から豊臣秀吉や徳川家康の朱印状を取り戻し、団結を強めることとなった。

## 江戸
江戸の町代は、町々で生ずる多様な業務を処理するための専業事務担当者であった。各町の町政の業務を執り行うのは、家主によって組織された五人組であり、さらにその中から選出された月行事であった。しかし、町政運営の事務が煩雑となるにつれ、名主が行うべき業務も町代に任せるようになっていった。
寛文6年（1666年）10月の「覚」には、「家主から選ばれるべき月行事を、他所から雇ってその業務を行わせているという風聞があるが、調査の上、このような事実があれば処罰する」とある。町年寄奈良屋の申渡しの中に、「町代は以前は数町兼務の者が多かったが、最近は1町に1人を抱え、高給を支払って町入用の配分その他の業務を任せていると指摘されている。他にも、町触の配布なども名主が従事せず町代に任せるため徹底せず、名主や月行事の代理人として町代が判を押すなどの行為に及んでもいた」という。また、町代は町抱え（町で雇われている）であるから、家持・地主の利益よりも家主の代弁者としての役割を果たすようになっていた。
享保6年（1721年）の町政機構改革において、町代は廃止された。同年9月の町触で、町代あるいは町代の下に上番・下番・常番とよばれる事務職員を置いてはならぬことになったのである。
そこで、町代のかわりに物書（ものかき）・書役（しょやく）ならば許し、4-5町ないし10町、あるいは名主支配の範囲での採用に限定したのである。しかし、その後、物書・書役が町代と同様になったとして取り締られている。延享2年（1745年）5月には町奉行から、「最近は書役仲間などの寄合もあり、町役人の名代として出頭しているのは不都合である」と通達がなされた。
物書・書役は、自身番屋において業務を執り行った。木戸番とは違い、住み込みではなく自宅より通っていた。書役の給料は町々によって違うが、いずれも町入用の中から出された。書役には株があり、その売買も行われたが、居付き地主の多いところと少ないところでは、株の値段が違うということもあったという。業務は、3年目ごとの人口統計の提出や、町入用の割付の計算などであった。

## 大坂
大坂の町代は、各町に作られた 町会所に勤めた。町代は惣会所の惣代にあたり、町年寄を助けて町政事務を執り行い、町人の公事訴訟の代書も行った。各町に町代が1人というわけではなく、規模の小さい町などでは数町を1人の町代が兼務することもあった。

## その他の都市
堺や平野・今井においても各町に町会所が置かれ、年寄や月行事らと共に町代が政務を行った。
他にも新潟の新発田や、岡山の城下町などにも町代がおり、町の行政に携わった。